# Il libro (Howard Phillips Lovecraft)
Il libro (The Book) è un frammento narrativo, come "Azazoth" e "The Descendant", scritti da Howard Phillips Lovecraft, e di cui esiste ancora il manoscritto originale. Il racconto rimane inconcluso, ma è stato ugualmente pubblicato in diverse raccolte.

## Trama
Il racconto narra di un uomo che descrive i propri ricordi, molto confusi; trova difficile ricordare persino chi egli sia. 
Ha trovato infatti un "libro senza nome", principio della sua epopea, che riporta formule antiche; formule che, se recitate, aprono delle soglie nel tempo, che l'uomo varcherà e descriverà progressivamente. 
Le sue esperienze di viaggi multi-dimensionali dissolvono la sua nozione del tempo, e l'inizio di ogni cosa diventa per lui un ricordo vago e confuso. 
Il frammento si interrompe con una sorta di autoammonimento relativo ai propri viaggi.